# Teplá skála
Teplá skála je archeologická lokalita západně od vesnice Kaliště u Švihova v okrese Klatovy. Na skalnatém hřbetu se zde v eneolitu nacházelo sídliště chamské kultury. Jeho archeologické stopy jsou chráněné jako kulturní památka. Teplá skála patří s Koubovou skálou a lokalitou objevenou roku 2008 jižně od Koubovy skály k souboru tří eneolitických sídlišť v okolí Kaliště.

## Historie výzkumu
Lokalitu objevil na počátku dvacátého století měčínský amatérský archeolog Adolf Šlégl, který zde do roku 1907 provedl několik archeologických sond. Další informace o sídlišti pochází z povrchových sběrů J. Krále a archeologického výzkumu z roku 2005.

## Popis lokality
Teplá skála se nachází asi 650 západně od Kaliště. Tvoří ji buližníkový hřbet orientovaný v severojižním směru a porostlý lesem s převahou borovic a dubů. Na vrcholových částech skal byly identifikovány nejméně tři plošiny, na kterých stávaly eneolitické domy, jejichž přítomnost dokládají zejména nálezy mazanice. Podle otisků dřeva v úlomcích mazanice v konstrukci domů převažovaly pruty o průměru tři až šest centimetrů.

## Archeologické nálezy
V malé sondě byly získány keramické zlomky nádoby zdobené dvojitým pupkem, střep keramiky z okruhu kultury kulovitých amfor a kamenná šipka vyrobená pravděpodobně z bavorského rohovce. Nález jediné obilky pšenice dvouzrnky byl radiokarbonovou metodou datován do období laténské kultury (konkrétně 380–200 let před naším letopočtem). Výsledek může být chybný, nebo souvisí s mladší aktivitou na lokalitě, která se neprojevila jinými dochovanými stopami.
Analýzou nalezených uhlíků byla doložena, v pravěkých nálezech vzácná, přítomnost dřeva tisu. Tisové dřevo se vzhledem k jeho tvrdosti používalo na výrobu zbraní (luky, kopí) a drobných předmětů (hrnky, topůrka apod.). Na chamských sídlištích bylo před průzkumem Teplé skály nalezeno jen na Osobovské skále.